# Riekefella aterrima
Riekefella aterrima là một loài côn trùng cánh màng trong họ Ampulicidae, thuộc chi Riekefella. Loài này được R. Turner miêu tả khoa học đầu tiên năm 1907.